# ベルナール・ジャンジニ

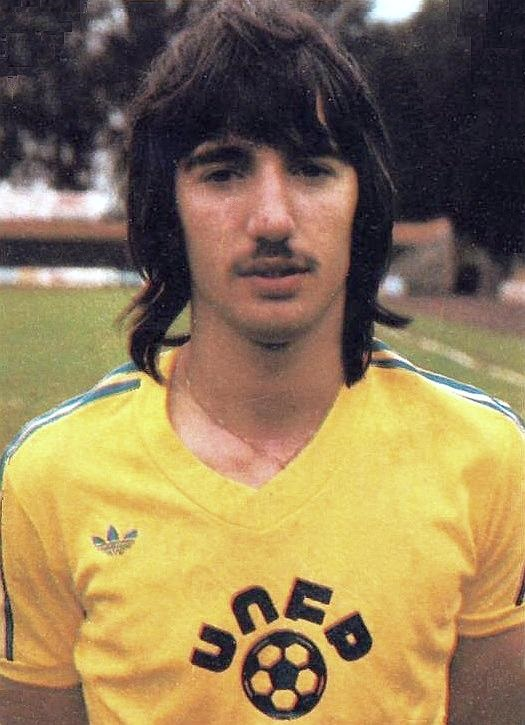
ベルナール・ジャンジニ

ベルナール・ジャンジニ（Bernard Genghini, 1958年1月18日 - ）は、フランスの元サッカー選手。ポジションはMF（主にセンターハーフ）。

## 経歴
展開力に優れた左利きのプレイヤー。フリーキックも得意としており、「フリーキックだけならプラティニよりも上」と自負していたほど。ワールドカップ・スペイン大会ではフリーキックで2得点を挙げている。
1982年に開催されたワールドカップ・スペイン大会のフランス代表では、ミシェル・プラティニ、アラン・ジレス、ジャン・ティガナと共に「銀の4人組」と呼ばれる中盤を形成、流れるようなパスワークを展開した。同大会に出場したブラジル代表の黄金の中盤と比較されるほどであったが、西ドイツとの準決勝ではPK戦で敗れた。
ソショー、モナコなどのクラブに在籍。引退後はFCミュールーズの監督を3年務めた。その後ソショーのスポーツ・ディレクターに就任したが、2006年から同チームのリザーブチームを率いている。

## 所属クラブ
- FCソショー 1976-1982
- ASサンテティエンヌ 1982-1983
- ASモナコ 1983-1986
- セルヴェットFC 1986
- オリンピック・マルセイユ 1986-1988
- FCボルドー 1988-1989

## 指導者経歴
- FCミュールーズ 1992-1995
- FCソショー・リザーブチーム 2006-

## 代表歴
- フランス代表 1980-1986
  - 代表通算：27試合出場 6得点
  - 1982年 FIFAワールドカップ（ベスト4）
  - 1984年 UEFA欧州選手権（優勝）
  - 1986年 FIFAワールドカップ（3位）